# 안드리 페드추크
안드리 바실료비치 페드추크(우크라이나어: Андрі́й Васи́льович Федчу́к, 1980년 1월 12일~2009년 11월 15일)는 우크라이나의 전 권투 선수이다. 그는 2000년 하계 올림픽에서 남자 라이트헤비급 동메달을 획득했으며 유럽 선수권 대회에서 동메달 1개를 획득했다.
페드추크는 2009년에 교통 사고로 인해 사망했다.